# Eurofighter GmbH
Eurofighter Jagdflugzeug GmbH — європейська компанія, що координує проєктування, виробництво та модернізацію Eurofighter Typhoon. Охоплює EuroJet Turbo GmbH, що розробляє та виробляє реактивні двигуни для винищувачів.
Заснована 1986 року. Головний офіс компанії розташований у м. Гальбергмос, Баварія, Німеччина.
Акції Eurofighter GmbH розподілені серед найбільших авіабудівних корпорацій Європи:
- 46 % EADS:
  - 33 % EADS Deutschland GmbH (Німеччина)
  - 13 % EADS CASA (Іспанія)
- 33 % BAE Systems (Сполучене Королівство)
- 21 % Alenia Aeronautica (Італія)